# Sobhuza II
Sobhuza II   (Zombodze, 22 de juliol de 1899 - Mbabane, 21 d'agost de 1982) va ser un cap tribal i posterior rei de Swazilàndia durant 82 anys i 254 dies, el regnat més llarg del qual es té constància en la història de la humanitat. Va ser proclamat rei el 1899 amb només quatre mesos després que el seu pare Ngwane V patís una mort sobtada. La seva mare i el seu oncle van ostentar la regència del país fins al 1921, quan Sobhuza va ser major d'edat. Va governar el país de forma absolutista durant la independència fins a la seva mort el 1982. Va ser succeït pel seu fill Mswati III.